# Geir Sundbø
Geir Sundbø (Porsgrunn, 24 september 1967) is een Noors componist, dirigent, klarinettist en gitarist.

## Levensloop
Sundbø kreeg in zijn jonge jaren lessen voor klarinet en gitaar. Hij was actief lid (klarinettist) van het school-harmonieorkest, maar ook gitarist in verschillende rock- en popbands. In 1987 en 1988 studeerde hij jazz aan het Berklee College of Music in Boston. Terug in Noorwegen studeerde hij compositie en contrapunt bij onder anderen Maj Sønstevold, Rolf Wallin en Olav Berg. Sinds 1991 is hij dirigent aan de Porsgrunn Kommunale Musikkskole.

## Composities

### Werken voor orkest
- 1992 Abstraction for Orchestra, op. 7
- 2004 Variation for Orchestra, op. 17
- 2010 Adagio, voor strijkorkest

### Werken voor harmonieorkest
- 1991 Five Events, voor groot harmonieorkest, op. 2
- 1995 Gravitation, voor harmonieorkest, op. 11
- 1997 Popigu-Overture, voor harmonieorkest
- 2001 Statement, voor harmonieorkest
- 2005 Contrasts, drie episoden voor harmonieorkest
- 2009 In Memoriam, variaties voor harmonieorkest
- 2011 Brevik 1761, ouverture voor harmonieorkest

### Vocale muziek

#### Werken voor koor
- 1991 Vinteraften, voor gemengd koor, op. 4

#### Liederen
- 1993 I de innerste sund, voor bariton en piano, op. 9

### Kamermuziek
- 1992 Rondeau, voor dwarsfluit en piano, op. 5
- 1993 Chaconne, voor blaaskwintet, op. 8
- 1994 Concerto for Eight Players, voor dwarsfluit, klarinet, piano, 2 violen, altviool, cello en contrabas, op. 10
- 1996 Trinity, voor solo trompet, op. 12
- 1996 Concertino, voor saxofoon en orgel, op. 13
- 1998 Phantasy : In Three Movements, voor strijkkwartet, op. 14
- 1998 Chorale, voor koperblazers (2 trompetten, 4 hoorns, 3 trombones, tuba) en pauken, op. 15
- 2004 Music, vor sopraan- of altsaxofoon en pauken, op. 16
- 2010-2011 Places, voor altsaxofoon en strijkkwartet
- 2011 Fanfare, Chorale and Dance, voor trombonekwartet
- Prelude, voor koperkwintet, op. 3
- Trombone Quartet No. 1, voor tromobonekwartet, op. 1

### Werken voor piano
- 1992 Theme and Variations, op. 6 a
- 1992 Suite, op. 6 b
- 1992 Sonata, op. 6 c